# Aleksandr Abramov (físico)
Aleksandr Grigórievich Abramov (en ruso: Александр Григорьевич Абрамов, nacido en 1959) es un empresario ruso naturalizado chipriota que hasta marzo de 2022 fue presidente del consejo de administración de Evraz, uno de los mayores productores de acero de Rusia. Desde 1998, ha amasado uno de los mayores imperios del acero y el hierro de Rusia, que emplea a 71.591 personas en todo el mundo, con una producción de acero de 13,57 millones de toneladas y una facturación de 14.100 millones de dólares en 2021, lo que le ha llevado a ser ampliamente considerado. un oligarca ruso . Abramov, socio comercial y aliado de Aleksandr Frolov y Román Abramóvich, fue incluido en la lista de Forbes en junio de 2021 con un patrimonio neto estimado de $ 8,0. mil millones. 

## Temprana edad y educación
Nació en 1959 en Moscú, Rusia, URSS. Es de ascendencia judía.  Se graduó en física y matemáticas en el Instituto de Física y Tecnología de Moscú .   Primero trabajó para el programa espacial y de defensa de Rusia antes de convertirse en comerciante de metales después de que disminuyera la financiación gubernamental. 

## Carrera
EVRAZ es producto del crecimiento de Rusia desde la crisis financiera de 1998 y Abramov es representante de la segunda ola de magnates rusos que entraron en el negocio después de que se habían apoderado de los mejores activos. A diferencia de la primera ola de oligarcas políticamente conectados, como Mijaíl Jodorkovski y Vladímir Potanin, Abramov no tenía influencia política ni recursos financieros que le ayudaran a beneficiarse de la caótica privatización de Rusia en los años 1990.
En la década de 2000, Evraz-Holding surgió como uno de los grupos empresariales integrados verticalmente más agresivos de Rusia y del mundo. Sus activos ahora incluyen minas de mineral y acerías en Rusia, acerías en América del Norte y Kazajistán, así como la empresa de carbón rusa PJSC Raspadskaya. 
En junio de 2005, EvrazHolding cotizó en la Bolsa de Londres. Cinco meses después, Abramov dimitió como presidente del grupo, pero sigue siendo miembro de la junta directiva.  En 2019, Abramov, junto con otros directores, vendió acciones de la empresa por valor de 160 millones de dólares.  Renunció a la junta directiva de EVRAZ plc en marzo de 2022. 

## Emprendimiento comercial

### Comercio
Utilizó sus contactos con las acerías rusas, que utilizaban tecnologías de alta temperatura, y ofreció sus servicios no como científico sino como comerciante de metales. El comercio era una forma popular y rápida de ganar dinero en Rusia a principios de los años 1990. La economía se estaba contrayendo, el impago era un problema crónico y las fábricas acogían con agrado cualquier oferta de dinero en efectivo de un comerciante. En 1997, el comercio era menos rentable y los productores debían grandes sumas a muchas empresas comerciales, incluida la de Abramov. Abramov comenzó a comprar fábricas y canjeó deuda por acciones en la acería de Nizhny Tagil, al mismo tiempo que compraba participaciones en su planta de producción de ferrocarriles a otros accionistas.

### Adquisiciones, monopolios y fábricas
Mientras que la primera oleada de oligarcas rusos se apoderó de todos los activos que pudo, Abramov los adquirió de una manera mucho más focalizada. Decidió crear un monopolio para los productos ferroviarios y de construcción de acero y buscó fábricas que le proporcionaran sinergias. Las únicas otras grandes fábricas que fabricaban estos productos estaban en la región industrial de Kemerovo, donde también se encuentran las minas de carbón más grandes de Rusia. Utilizando sus antiguos contactos comerciales con los patrones de las minas de carbón, Abramov conoció a Aman Tuleev, gobernador populista de la región.

### Promover la creación de empleo en el vacío de las fábricas en quiebra
Las dos fábricas en las que Abramov estaba interesado estaban en quiebra en 1998. Hacía ocho meses que no se pagaban los sueldos y estallaban huelgas.

#### El trato: directores de fábricas
Tuleev necesitaba buenos administradores. Abramov necesitaba las dos fábricas y pronto se llegó a un acuerdo.
Como acreedor estatal, Tuleev ayudaría a nombrar administradores externos leales a EvrazHolding para administrar las acerías. Abramov pagaría salarios e impuestos, garantizaría puestos de trabajo y apoyaría los proyectos sociales de Tuleev.

#### Adquisiciones
En 2007, EVRAZ adquirió Oregon Steel Mills y Claymont Steel. 

## Sanciones
Abramov figura en la Ley de lucha contra los adversarios estadounidenses mediante sanciones publicada por el Tesoro de los EE. UU. en enero de 2018.  
Sancionado por el gobierno del Reino Unido en 2022 en relación con la guerra ruso-ucraniana. 

## Vida personal
Está casado, tiene tres hijos y vive fuera de Rusia.  Sus pasatiempos incluyen la pesca, la natación y el tenis.  